# HazteOir.org
HazteOir (HO) es una asociación española de extrema derecha, de corte ultracatólico y ultraconservador, fundada por Ignacio Arsuaga en febrero de 2001. Desde 2013 forma parte del grupo de presión CitizenGo, organización de características similares fundada por la propia HazteOir.

## Historia

### 2001-presente
La organización fue fundada en febrero de 2001 con el propósito de realizar campañas de recogida de firmas a través de Internet sobre asuntos principalmente relacionados con la familia y la educación, enfocados desde un punto de vista católico y conservador. HO formó parte durante varios años del Foro Español de la Familia, pero el 18 de octubre de 2009 se dio de baja por desavenencias mutuas.
En mayo de 2012, HazteOir organizó en Madrid la VI edición del Congreso Mundial de Familias. Es un poderoso lobby que aglutina a ultraortodoxos rusos próximos a Vladímir Putin como el magnate Konstantín Maloféyev y católicos reaccionarios estadounidenses. En el VII congreso de esta organización, celebrado en Sídney, Ignacio Arsuaga fue premiado como «Hombre del año en defensa de la familia natural».
En mayo de 2013 fue declarada asociación de utilidad pública por el ministro de Interior Jorge Fernández Díaz (PP), lo que le daba derecho a beneficios fiscales y económicos, así como asistencia jurídica gratuita. En agosto de 2013 la organización puso en marcha su propia fundación, CitizenGo, con sede en España aunque ha tratado de extender su marco de actuación hacia un ámbito global. Posteriormente HazteOir se subsumió dentro de CitizenGO, lo que fue considerado un «cambio de marca». En 2015 lanzó Actuall, un periódico digital de noticias generales que mantiene una línea editorial en sintonía con HazteOir.
En febrero de 2019 se anunció la revocación de su condición de asociación de utilidad pública por parte del Ministerio del Interior, que se amparó para su decisión en sendos informes negativos de la Dirección General de Igualdad de Trato y Diversidad y de la Dirección General de Familia e Infancia, considerando la mencionada condición incompatible con una organización que denigraría o minusvaloraría otras concepciones de la familia.
El 18 de julio de 2025 Hazte Oír se constitutó como lobby europeo a través de CitizenGo. El presupuesto declarado es de 5 333 133 euros.

### Vinculación con la derechateocony con El Yunque
HazteOir fue identificada en 2007 como una de las páginas en Internet que servían de plataforma al sector de la derecha española de acervo teocon, para el cual la defensa de identidades comunitarias prevalece sobre los principios liberales.
La asociación ha sido vinculada con la sociedad secreta mexicana de extrema derecha El Yunque, junto a organizaciones como Profesionales por la Ética, CitizenGo, Médicos por la Vida, Abogados Cristianos, Organización del Bien Común, Instituto de Política Familiar y Grupo Pro-Vida Madrid.
Esta identificación con El Yunque ha provocado, por ejemplo, que el obispado de Getafe prohibiera en 2015 a HazteOir la realización de actividades e iniciativas dentro de su diócesis.

## Actividad
Durante el gobierno de José Luis Rodríguez Zapatero entre 2004 y 2011, HazteOir cobró notoriedad como lobby de oposición a las políticas del gobierno —en particular la ley de matrimonio de personas del mismo sexo y la ley de interrupción voluntaria del embarazo—, empleando técnicas de marketing viral. Según Narciso Pizarro, doctor en sociología por las universidades de París y la UCM, HazteOir se destaca por su capacidad de compaginar el arcaísmo fundamentalista con modernas técnicas de comunicación, difusión y presión política. Una de sus formas de presión política más frecuente es la de las «alertas legislativas».

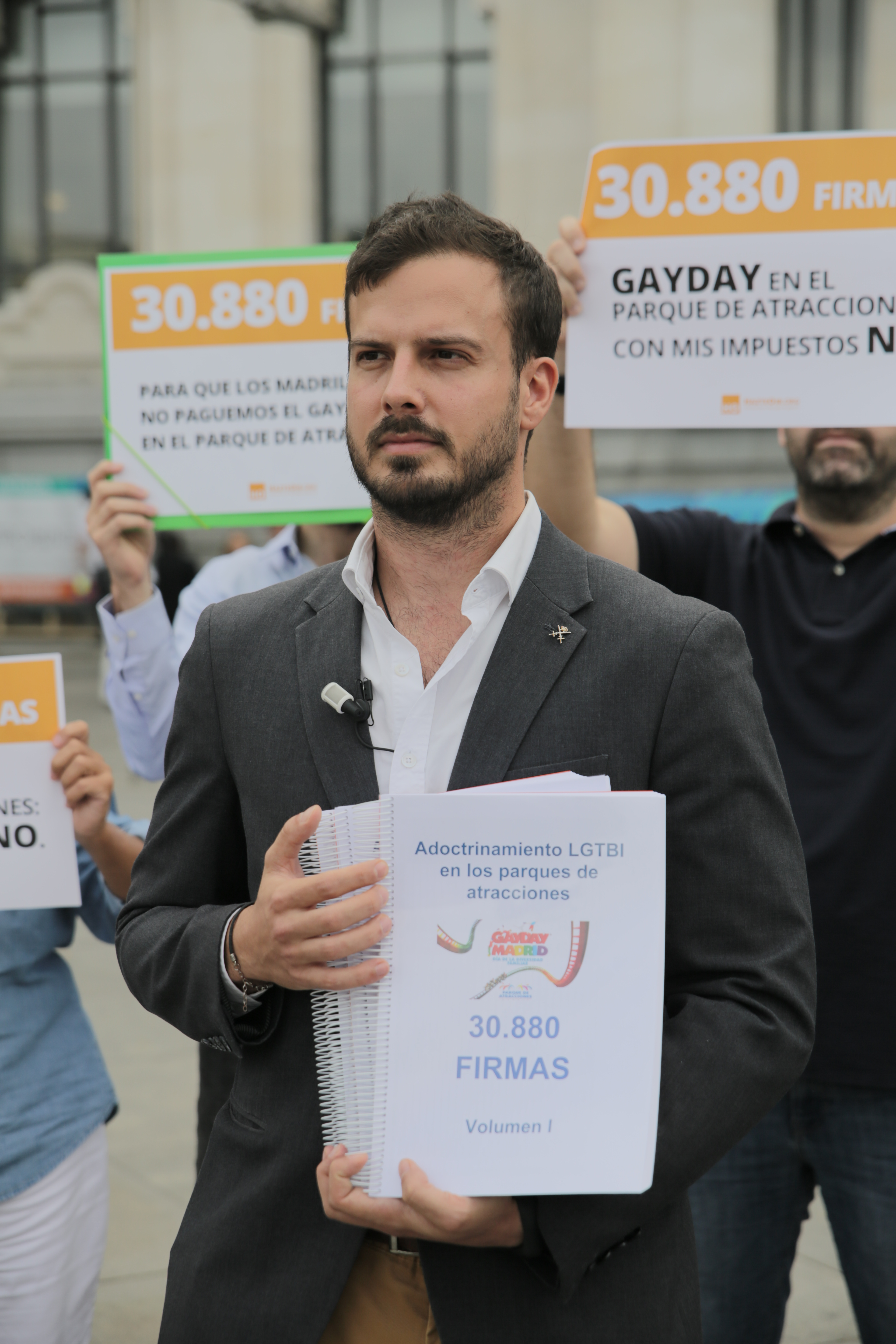
Javier Villamor, portavoz de la asociación y antiguo colaborador del colectivo neonazi Hogar Social Madrid, posando durante una entrega de firmas.

En 2013, para mostrar su oposición a la resolución del Informe sobre salud sexual y reproductiva y derechos afines (también conocido como Informe Estrela por el apellido de su ponente), orquestó una campaña de envío masivo de correos electrónicos a europarlamentarios, en vísperas de las elecciones al parlamento europeo de 2014. A lo anterior se suma la publicación de una guía de voto detallando las posiciones de las diferentes candidaturas, en la que HazteOir sugería votar a aquellas que se oponían a los derechos LGBT y al acceso a la salud reproductiva.
Dos años después, organizó una campaña contra Cristina Cifuentes previa a las elecciones autonómicas de 2015, y luego apoyó en 2017 la candidatura de Luis Asúa para liderar el Partido Popular de la Comunidad de Madrid frente a la de Cifuentes.
HazteOir se ha posicionado en contra de la ley contra la blasfemia de Pakistán y a favor de los cristianos perseguidos por ejecución de la misma. Ha participado en la movilización internacional en favor de la cristiana Asia Bibi, a quien otorgó un premio HO en 2012 que recogió su marido.
Por otra parte, se ha posicionado repetidas veces en contra de acciones que califican de blasfemas o de ofensivas a los sentimientos religiosos de los católicos en España. En 2010, se atribuyó la autoría de la querella emitida contra Javier Krahe por su vídeo de 1977 Cómo cocinar un crucifijo. En 2011, HazteOir.org y Abogados Cristianos se querellaron contra el humorista Leo Bassi y el rector de la Universidad de Valladolid por una representación de Bassi en dicha universidad. En 2015, organizó diferentes eventos y manifestaciones contra la obra Amén o La Pederastia del artista Abel Azcona. En 2014, organizó una protesta contra la revista satírica Mongolia por una portada irreverente sobre la Semana Santa.
La asociación se ha manifestado en múltiples ocasiones contra la presencia de parejas del mismo sexo en anuncios publicitarios de empresas como Coca-Cola (2013), El Corte Inglés (2016) o Vips (2016), bajo el argumento de que ello supone «promocionar la familia homosexual y atacar a la familia natural». También realizó una campaña contra Frigo en 2006 por mostrar deseo lésbico en un anuncio de helados Magnum, y otra contra TVE en 2016 por mostrar una boda entre dos mujeres en la serie infantil Cleo.

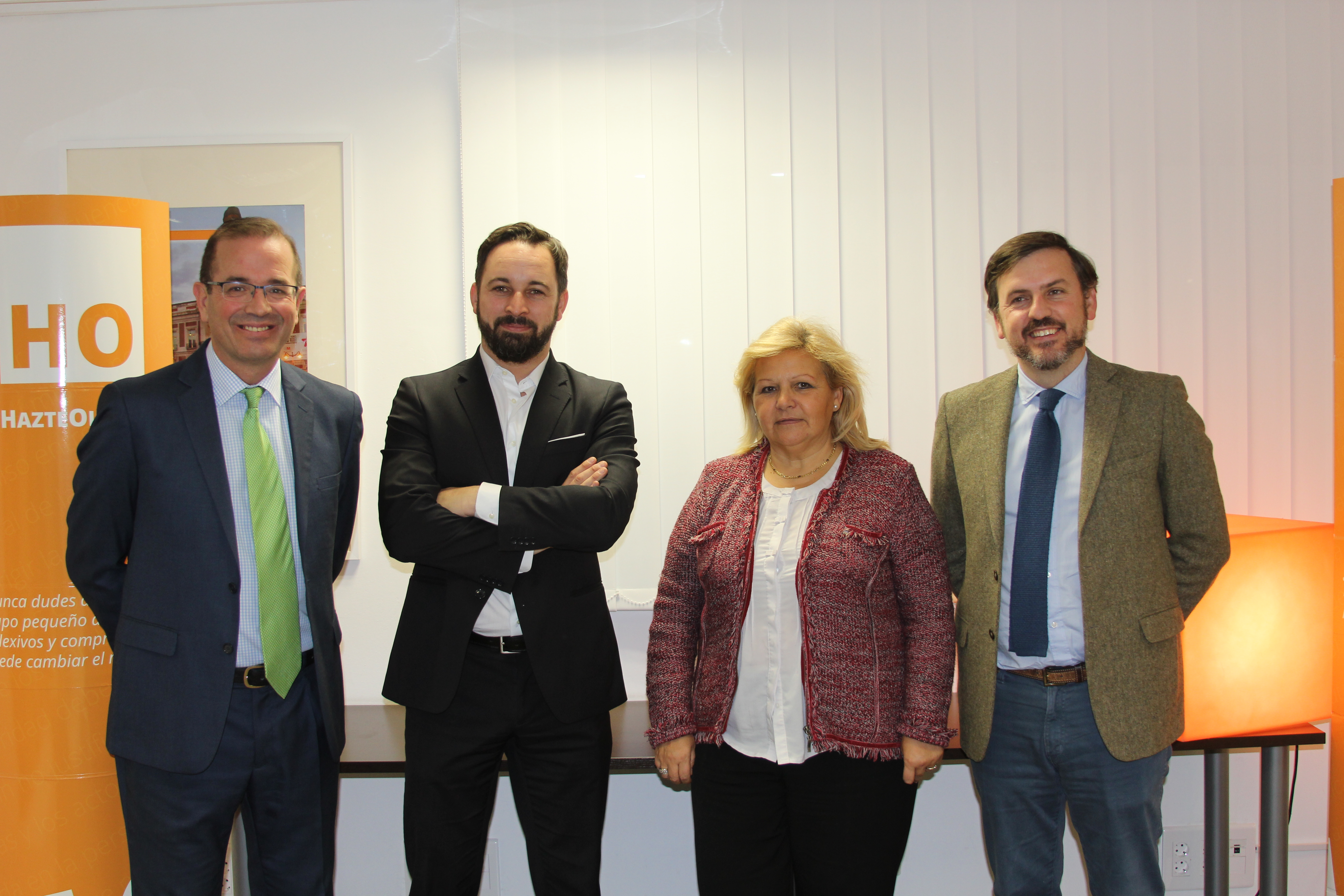
De izquierda a derecha, Jaime Ucelay, Santiago Abascal, Ángeles Pedraza e Ignacio Arsuaga (presidente de HazteOir).

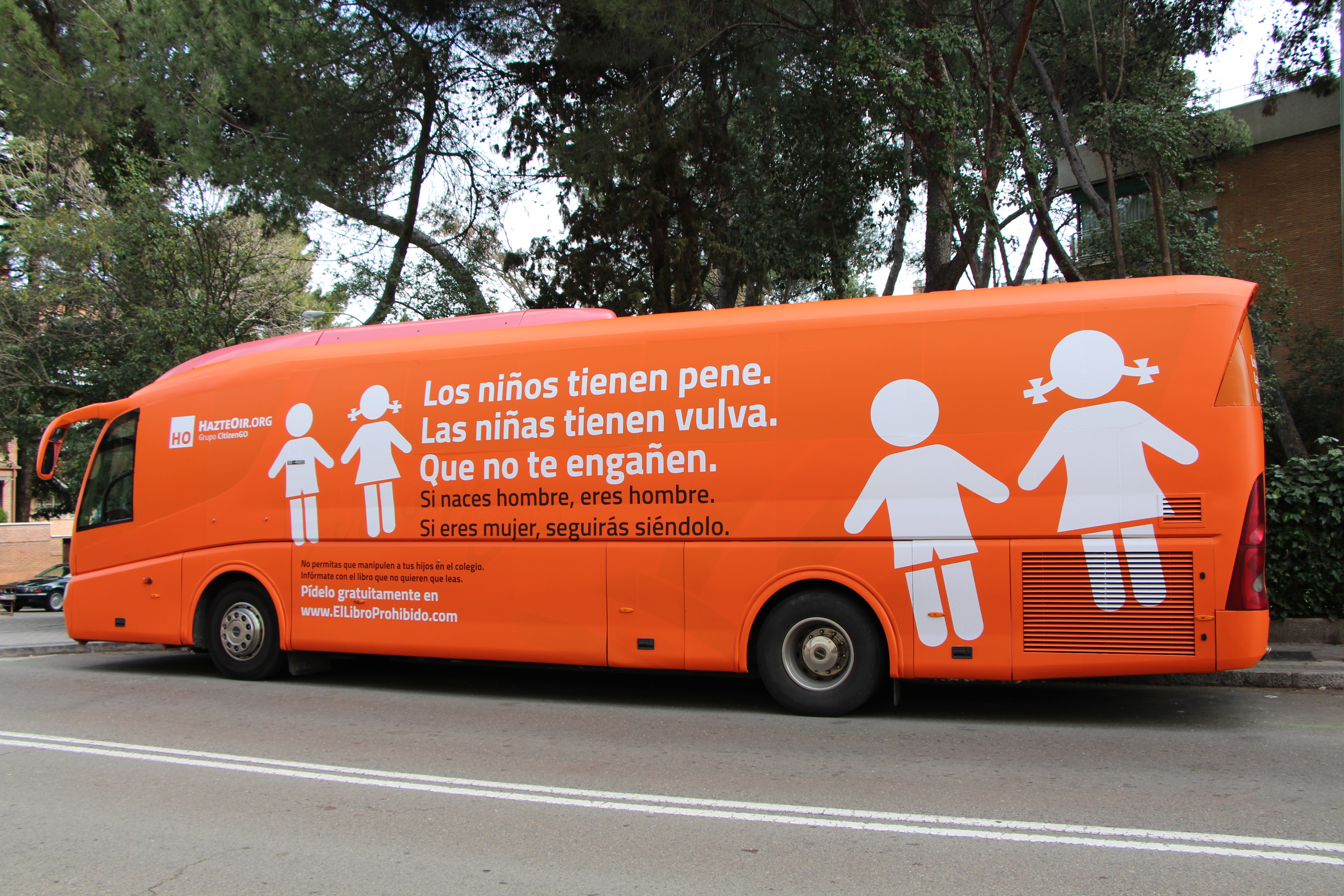
Autobús puesto en circulación en febrero de 2017

En febrero de 2017, HazteOir puso en circulación por las calles de Madrid un autobús rotulado con un mensaje que fue considerado como tránsfobo por el Ayuntamiento de Madrid y las organizaciones en defensa de los derechos LGTBI. Al poco tiempo de su puesta en circulación, el vehículo fue inmovilizado por los agentes de la policía municipal madrileña, con base en un incumplimiento de la ordenanza municipal de publicidad argumentado por el consistorio. La decisión del Ayuntamiento de prohibir la circulación del autobús tránsfobo fue confirmada por un Juzgado de Madrid, que consideró que los mensajes rotulados eran discriminatorios y buscaban menoscabar la dignidad de aquellas personas con una orientación sexual «diferente».
Durante la campaña previa al Congreso Extraordinario del Partido Popular de julio de 2018, la asociación mostró su apoyo a los precandidatos Pablo Casado y José Ramón García Hernández. Según El País, en la fase final de este Congreso Extraordinario, la organización desplegó una costosa campaña de publicidad a favor de Casado y en contra de Sáenz de Santamaría. HazteOír incluso puso en marcha una campaña de ridiculización contra la candidata a la presidencia del PP Soraya Sáenz de Santamaría, en la que dos vehículos recorrían las calles de Madrid difundiendo mensajes contra su candidatura.
Crítica desde finales de la década de 2010 con algunos dirigentes del PP y sus políticas, tuvo un papel decisivo en el impulso al partido político Vox, al que acompañó desde su creación en 2013 y con el que está firmemente alineado.
HazteOír mantiene relaciones estrechas con varios de los dirigentes de Vox, como Rocío Monasterio, Santiago Abascal y Agustín Rosety Cózar; y varios miembros de HazteOír, como Gádor Joya, Francisco José Contreras y Álvaro María de Zulueta, han ingresado en Vox en cargos de responsabilidad. Sin embargo, ello no ha impedido que HazteOir haya criticado por «laxos» algunos planteamientos del partido.

## Premios HazteOir.org
Cada año, HazteOir.org realiza una entrega de premios a personas u organizaciones que defienden su concepción de la vida y la familia.

## Filtraciones de documentos
En 2017, un grupo de hackers autodenominado ACABGang (nombre derivado del lema antipolicial all cops are bastards) anunció desde su cuenta de la red social Twitter que había hackeado los servidores de HazteOír, sus bases de datos y sus perfiles en las redes sociales. En un primer momento, los hackers amenazaron a HazteOír con publicar todos los archivos en su poder si no se ponía en contacto con ellos en 24 horas. Pasado el plazo, ACABGang reveló más de 15 000 documentos sobre las finanzas, estrategias, conexiones y denuncias judiciales de HazteOír y su brazo internacional CitizenGo, así como datos de la vida privada de su presidente Ignacio Arsuaga.
En 2021, WikiLeaks reveló una base de datos, a la que denominó The Intolerance Network («La Red de Intolerancia»), con 17.000 documentos provenientes de HazteOír y CitizenGo. Los documentos muestran el funcionamiento interno de las organizaciones y su red de donantes, entre los que figuran numerosos millonarios y altos ejecutivos de empresas españolas e internacionales, como Esther Koplowitz, Isidoro Álvarez o Juan Miguel Villar Mir, entre otros.
En tanto en México, la revista Contralínea documentó las relaciones entre esta organización y la organización mexicana de ultraderecha católica "El Yunque" de la cual obtienen recursos financieros para la organización.